# Gräsberget (naturreservat, Ljusdals kommun)
Gräsberget är ett naturreservat i Ljusdals kommun i Gävleborgs län.
Området är naturskyddat sedan 2006 och är 295 hektar stort. Reservatet består av granskog med mycket tall och lövträd. 